# 愛宕塚古墳 (下野市)
愛宕塚古墳（あたごづかこふん、国分寺愛宕塚古墳/愛宕神社古墳）は、栃木県下野市国分寺にある古墳。形状は前方後円墳。しもつけ古墳群（うち飯塚・国分寺地域）を構成する古墳の1つ。栃木県指定史跡に指定されている。

## 概要
| 古墳名         | 形状         | 規模        | 築造時期    | 史跡指定 |
| -------------- | ------------ | ----------- | ----------- | -------- |
| 摩利支天塚古墳 | 前方後円墳   | 墳丘長120m  | 5c末        | 国史跡   |
| 琵琶塚古墳     | 前方後円墳   | 墳丘長123m  | 6c初頭      | 国史跡   |
| 吾妻古墳       | 前方後円墳   | 墳丘長128m  | 6c後半      | 国史跡   |
| 甲塚古墳       | 帆立貝形古墳 | 墳丘長80m   | 6c後半      | なし     |
| 愛宕塚古墳     | 前方後円墳   | 墳丘長78.5m | 6c末        | 県史跡   |
| 山王塚古墳     | 前方後円墳   | 墳丘長89m   | 6c末-7c初頭 | なし     |
| 丸塚古墳       | 円墳         | 直径65m     | 7c前半      | 県史跡   |

栃木県南部、下野市西部の姿川と思川に挟まれた台地上に築造された古墳である。付近では山王塚古墳・丸塚古墳が築造され国分古墳群を形成するほか、台地一帯では摩利支天塚古墳・琵琶塚古墳・吾妻古墳を始めとする大型古墳の分布も知られる。本古墳の墳丘くびれ部には愛宕神社が鎮座し、これまでに1928年（昭和3年）の社殿改築で須恵器器台・𤭯が出土したほか、2012年度（平成24年度）からは測量調査・発掘調査が実施されている。
墳形は前方後円形で、前方部を西南西方向に向ける。墳丘長は78.5メートルを測る。墳丘は2段築成で、特に1段目は平坦な基壇状を呈し、下野地域特有の「下野型古墳」の特徴を示す。墳丘外表で埴輪は検出されておらず、存在しなかったと推測される。墳丘周囲には周濠が巡らされており、周濠を含めた古墳全長は101メートルを測る。埋葬施設は前方部くびれ部における横穴式石室と推定されるが、詳らかでない。出土品としては須恵器がある。築造時期は古墳時代後期の6世紀末頃と推定される。
古墳域は1978年（昭和53年）に栃木県指定史跡に指定されている。

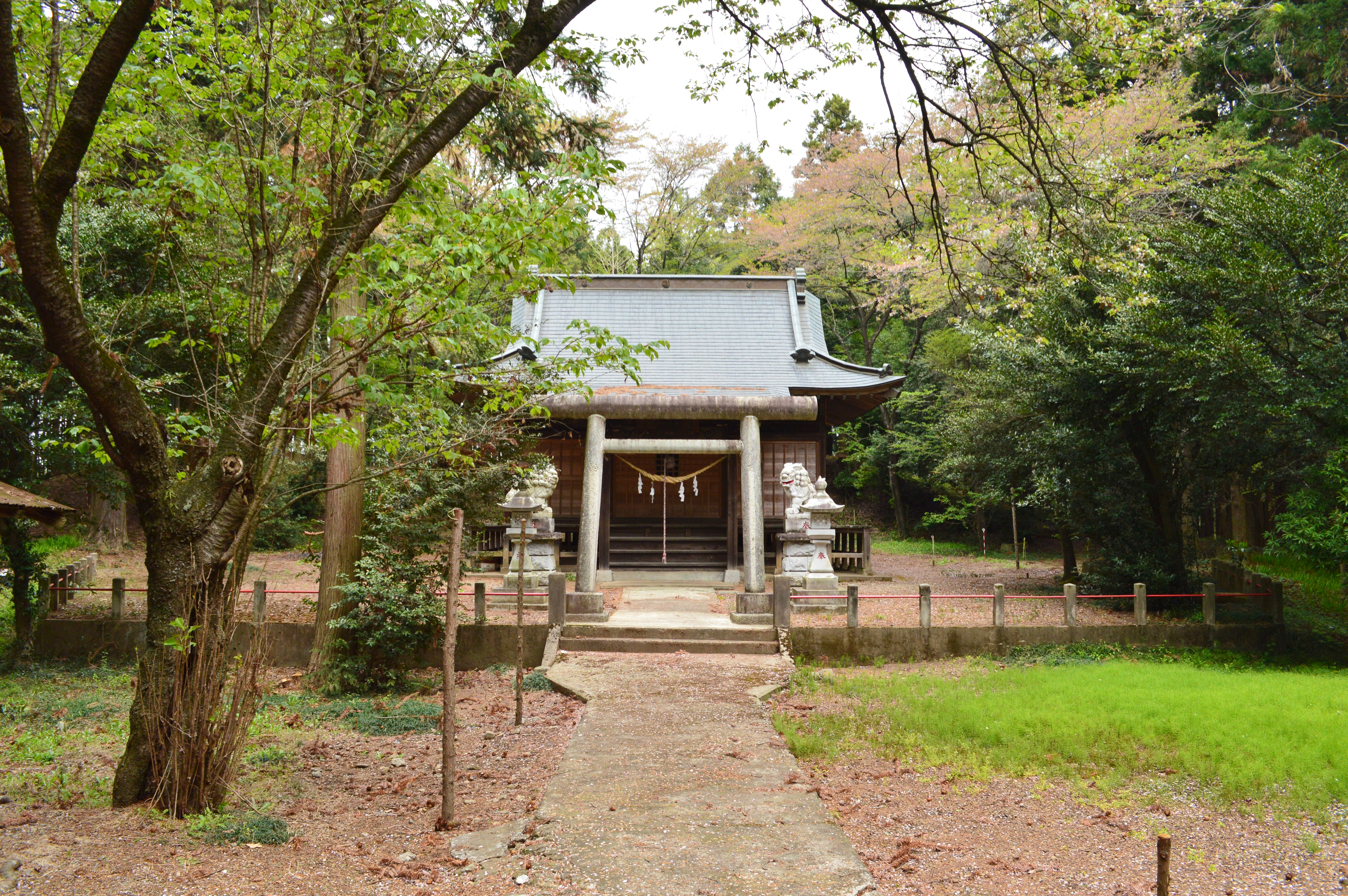
愛宕神社社殿
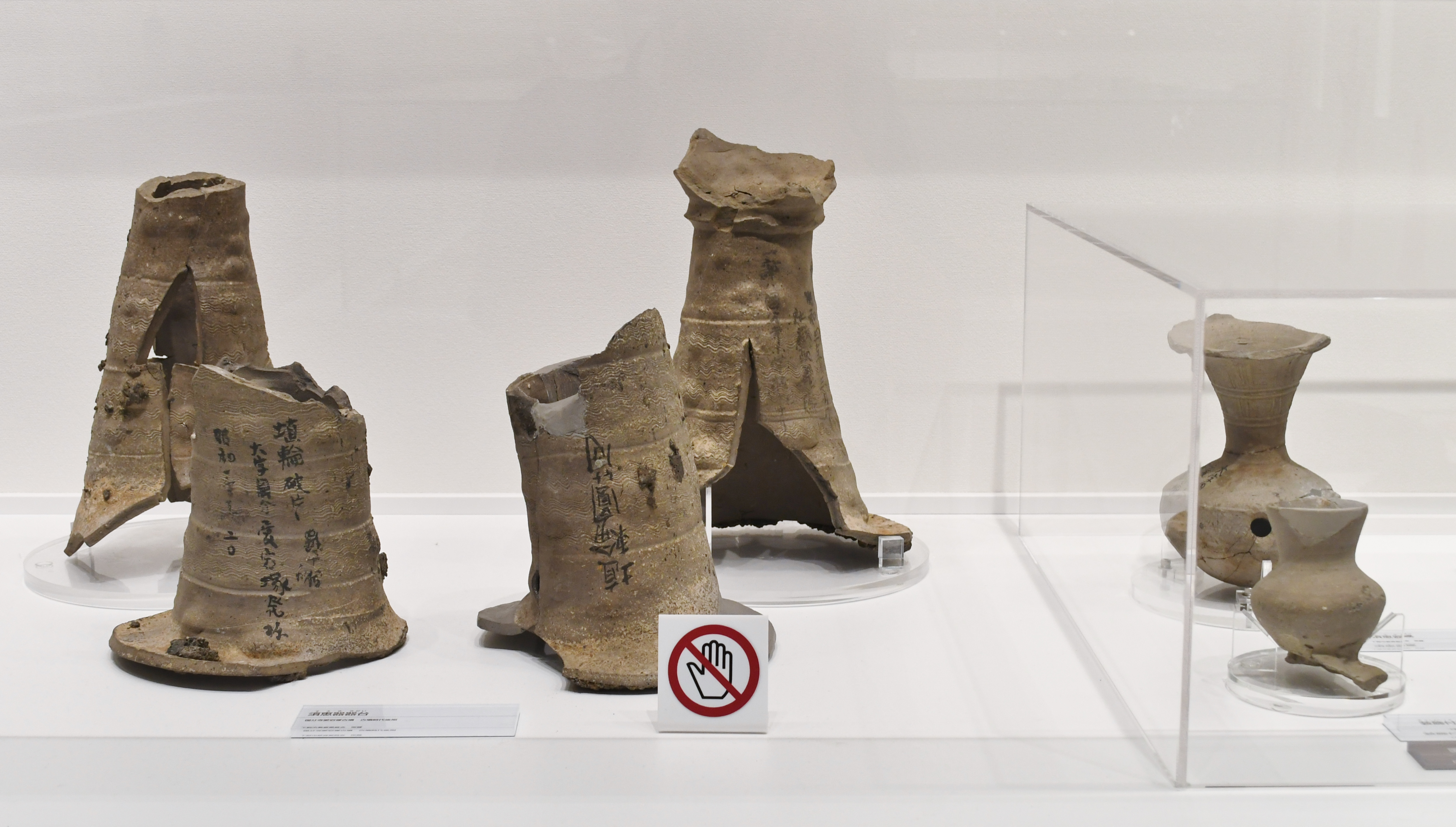
出土品 しもつけ風土記の丘資料館展示。

## 文化財

### 栃木県指定文化財
- 史跡
  - 愛宕塚古墳 - 1978年（昭和53年）9月8日指定[4]。